# Archäotechnik
Archäotechnik ist ein der Archäologie zugeordnetes Spezialgebiet und bezeichnet die Erforschung und Ausführung alter Verfahrens- und Arbeitsweisen wie zum Beispiel historischer Handwerks-, Landwirtschafts- oder Jagdtechniken. Ein weiterer Bestandteil der Archäotechnik ist die Vorführung dieser Techniken vor Publikum im Rahmen der Museumspädagogik, auf Living History- oder Museumsveranstaltungen.
Zu den bekanntesten Arbeiten der Archäotechnik gehören das Feuermachen, das Spinnen von Wolle sowie die Herstellung historischer Textilprodukte, die Anfertigung oder Rekonstruktion von Schmiedearbeiten, Schmuck, Holzgegenständen sowie von Stein- oder Knochengeräten mit historischen Mitteln. Voraussetzung für die Ausführung der Archäotechnik ist die Beherrschung der historischen Techniken entsprechend dem Wissensstand der in Frage kommenden Zeit. Der Begriff wurde 1994 durch Rudolf Gantenbrink geprägt.

## Abgrenzung
Die Archäotechnik unterscheidet sich deutlich von der experimentellen Archäologie. Die Ausgangslage für die experimentelle Archäologie ist eine genau definierte Fragestellung, deren Ergebnisse müssen mess- und nachvollziehbar sein und dokumentiert werden. Diese Ergebnisse müssen unter den definierten Bedingungen jederzeit reproduzierbar sein. Diese Merkmale erfüllt die Archäotechnik nicht, aus diesem Grunde sind viele experimentalarchäologische Aktivitäten, wie zum Beispiel Bronzeguss, Eisenverhüttung im Rennfeuerofen, oder Stein- und Knochenbearbeitung vor Publikum, per definitionem, eigentlich der Archäotechnik zuzuordnen.
Die Universität Tübingen bietet einen Ausbildungsgang zum Techniker für Archäologiewissenschaften (Archäotechniker) an, jedoch ohne staatlichen Abschluss. Hier wird der Begriff „Archäotechniker“ im Sinne eines erweiterten Spektrums aus Grabungstechnik und Restaurierung angewandt und ist nicht auf die Erforschung und Ausführung altertümlicher Techniken bezogen. In einer Kooperation mit der Universität Bamberg, der Karls-Universität Prag und der Westböhmischen Universität Pilsen untersucht der Geschichtspark Bärnau-Tachov die Baugeschichte des Kontaktraums zwischen Franken und Slawen und die Genese des heute deutsch-tschechischen Grenzraums. Inzwischen werden dort auch im Sinne der Erwachsenenbildung Erkenntnisse der Archäotechnik in Handwerkskursen einer breiten Öffentlichkeit zugänglich gemacht.